# 白音察干镇
白音察干镇是中华人民共和国内蒙古自治区乌兰察布市察哈尔右翼后旗下辖的一个镇。

## 行政区划
白音察干镇下辖以下村级行政区划单位：
一社区、二社区、三社区、四社区、五社区、六社区、七社区、八社区、九社区、那仁格日勒嘎查、白音淖嘎查、哈彦忽洞嘎查、古六洲村、三义村、丹岱村、白山子村、大丹岱村、霞江河村、芦家村、大九号村、红丰村、建设村、西泉子村、大井子村、阿麻忽洞嘎查和绿洲村。